# Canisteo (hrabstwo Steuben)
Canisteo – wieś w Stanach Zjednoczonych, w stanie Nowy Jork, w hrabstwie Steuben.